# Punta Foca (islas Malvinas)
La punta Foca (en inglés: Seal Point) es un cabo ubicado en el extremo de la península Miguel en la costa este de la isla Soledad, en las Islas Malvinas, marcando el lado sur de puerto Enriqueta. Se sitúa cerca del puerto Fitz Roy y al sur de Puerto Argentino/Stanley, capital de las islas.
Este accidente geográfico es uno de los puntos que determinan las líneas de base de la República Argentina, a partir de las cuales se miden los espacios marítimos que rodean al archipiélago.

## Fauna
La punta forma una reserva natural habitada por focas y lobos marinos. Además, la punta se corta con la marea alta.